# 1598
Cette page concerne l'année 1598  du calendrier grégorien. Pour l'année 1598 av. J.-C., voir 1598 av. J.-C.
L'année 1598 est une année commune qui commence un jeudi.

## Événements
- 29 janvier, Corée[1] : les Coréens et les Chinois assiègent la forteresse japonaise d'Ulsan[2].
- 8 février, Turkestan : mort d'Abd Allah ibn Iskandar. Elle provoque une période d’anarchie et la chute de la dynastie chaybanide. Son fils Abd al-Mumin, alors révolté contre lui, prend le pouvoir. Il est assassiné le 30 juin ; le dernier chaybanide Pir Muhammad II est proclamé khan mais meurt en juin/juillet 1599[3].

- Mars : le shah Abbas Ier de Perse fait d'Ispahan sa capitale[4]. Il part en campagne contre les Ouzbeks au Khorasan le 9 avril[5].
- 30 avril : les Espagnols de Juan de Oñate colonisent le Nouveau-Mexique[6]. Ils atteignent San Juan (Ohkay Owingeh) le 11 juillet[7].
- 2 juillet : début du voyage autour du monde du hollandais Olivier van Noort (fin le 26 août 1601)[8].
- 9 août : Abbas Ier défait les Ouzbeks devant Herat et reprend la ville[5].
- 20 août : le qân Chaybanide Koutchoulou, battu sur l'Ob, est chassé de Sibérie et doit s’enfuir dans les steppes Nogaï où il meurt en 1600[9].
- 18 septembre : 
  - les Hollandais prennent l'île Maurice[10].
  - mort de Hideyoshi et rapatriement des troupes japonaise de Corée au Japon[11].
- 16 décembre : victoire navale et mort du Coréen Yi Sun-sin à la bataille de No Ryang sur la flotte japonaise[12].  Fin de la guerre Imjin.
- Décembre, Qazvin : arrivée à la cour de Perse des gentilshommes anglais Anthony et Robert Shirley, chargés officieusement par le comte d’Essex d’amener le chah à une alliance contre les Turcs ottomans avec les chrétiens[13]. Ils l’aident à créer une artillerie moderne. Chah Abbas Ier le Grand se constitue une armée redoutable et se lance dans une politique conquérante.

- Activité des Hollandais en Afrique centrale. Ils menacent le monopole portugais[14].

### Europe
- 2 janvier : le pape soumet les différentes thèses sur la grâce en présence de la congrégation des secours de la grâce (Commission De auxiliis) créée à cet effet[15].
- 7 janvier : fin de la dynastie des Riourikides en Russie[16]. Début du Temps des troubles (fin en 1613). La veuve de Fédor Ier, la tsarine Irène gouverne pendant dix jours, puis se retire et décide de prendre le voile au couvent de Novodievitchi[17].
- 12 janvier : convention de Faenza[18]. Le pape Clément VIII annexe Ferrare et Comacchio, sur l’Adriatique. César d'Este transfère sa capitale à Modène.

- 17 février : le Zemski sobor, convoqué sous la présidence du patriarche de Moscou, élit Boris Godounov tsar de Russie[19] ; il  est couronné le 1er septembre[20].

- 29 mars : Adolphe de Schwarzenberg reprend Győr en Hongrie[21].

- 10 avril : Sigismond Báthory, battu par les Turcs, abandonne la Transylvanie aux Habsbourg. Il reprend possession de sa principauté à Klausenburg dès le 20 août[22].
  - Le général impérial Giorgio Basta entre en Transylvanie et gouverne le pays par un régime de terreur jusqu’en 1604[23].
- fin avril[24] : édit de Nantes mettant fin aux guerres de religion en France.

- 2 mai : signature de la paix de Vervins (les Espagnols abandonnent les dernières places qu’ils tiennent en France)[25].
- 6 mai : Philippe II d'Espagne cède les Pays-Bas espagnols à sa fille Isabelle-Claire-Eugénie et à son futur époux l’archiduc Albert d'Autriche[26].

- 9 juin : traité de Târgoviste entre Michel le Brave et les états valaques, et les commissaires représentant l'empereur Rodolphe II en Transylvanie[22].

- 10 août : révolte en Irlande. Les Irlandais défont les Anglais à Yellow Ford[27].

- 13 septembre : mort de Philippe II ; début du règne de Philippe III, roi d'Espagne, du Portugal et des Deux-Siciles (fin en 1621). Il laisse le pouvoir à ses favoris (validos) comme Francisco Gomez de Sandoval, duc de Lerma (1550-1525) qui gouverne l’Espagne de 1598 à 1618[28].

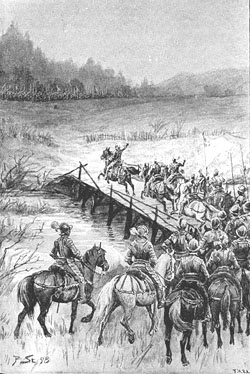
25 septembre : bataille de Stångebro

- 25 septembre : Sigismond de Pologne arrivé en Suède le 30 juillet, est battu par son oncle Charles, duc de Södermanland, frère de Jean III (futur Charles IX de Suède) à Stångebro, près de Linköping[29].
- 1er octobre : siège de Oradea par les Ottomans. La ville est défendue victorieusement par Melchior de Redern[21].
- 5 octobre-3 novembre : Adolphe de Schwarzenberg assiège vainement Buda[21].
- 28 décembre : publication des statuts Schaw (1598 et 1599), règlements édictés par William Schaw, Maître des travaux de la couronne d'Écosse, visant à réorganiser le métier de maçon en Écosse[30].

- Le Juif portugais Jacob Tirado fonde la première synagogue du nord de l'Europe à Amsterdam[31].

## Naissances en 1598
- 23 janvier : François Mansart, architecte français († 23 septembre 1666).

- 23 mai : Claude Mellan, peintre, graveur et dessinateur français († 9 mars 1688).
- 6 octobre : Jean de Lucmau de Classun, ingénieur du roi et cartographe français.

- 6 novembre : Francisco de Zurbarán, peintre espagnol († 27 août 1664).
- 15 novembre : Bartholomeus Breenbergh, peintre néerlandais († 5 octobre 1657).
- 28 novembre : Hans Nansen, commerçant, homme d'État et explorateur danois († 12 novembre 1667).

- 7 décembre : Gian Lorenzo Bernini, dit Le Bernin ou Cavaliere Bernini, sculpteur, architecte et peintre italien († 28 novembre 1680).

- Date précise inconnue :
  - Juan Pérez Bocanegra, moine franciscain, imprimeur et compositeur espagnol de musique baroque († après 1631).
  - Chen Hongshou, peintre de genre chinois († 1652).
  - Lambert Jacobsz, peintre et prêcheur mennonite néerlandais († 27 juin 1636).
  - Juana de la Concepción, religieuse et poétesse guatémaltèque († 1666).

## Décès en 1598
- 8 janvier :
  - Jean II Georges de Brandebourg, électeur de Brandebourg de 1571 à 1598 (° 11 septembre 1525).
  - Roch Le Baillif, alchimiste et médecin francais (° 1540).
- 10 janvier : Jacopino del Conte, peintre maniériste italien (° 1510).
- 17 janvier : Fédor Ier, tsar de Moscou, le dernier de la dynastie des Riourikides (° 31 mai 1557).
- 19 janvier : Henri de Brunswick-Dannenberg, duc de Brunswick-Lunebourg (° 4 juin 1533).

- 1er février : Scipione Pulzone, peintre italien (° vers 1550).
- 3 février : Honda Hirotaka, samouraï de la fin de la période Sengoku (° 1528).
- 10 février : Anne d'Autriche, archiduchesse d'Autriche, reine de Pologne et de Lituanie et reine de Suède et de Finlande (° 16 août 1573).
- 25 février : Edward Barton, diplomate anglais (° vers 1562).

- 3 mars : Jean Sarazin, archevêque de Cambrai (° 20 juillet 1536).
- 27 mars : Théodore de Bry, joaillier-graveur de Liège, à Francfort (° 1528).
- 28 mars : Michele Bonelli, cardinal italien (° 25 novembre 1541).
- ? mars : Henri Estienne, imprimeur, philologue, helléniste et humaniste français (° 1528).

- 8 avril : Ludwig Helmbold, poète allemand (° 21 janvier 1532).
- 19 avril : Rokkaku Yoshikata, samouraï à la tête du clan Rokkaku durant l'époque Sengoku de l'histoire du Japon (° 1521).
- 23 avril : Francesco Cornaro, iuniore, cardinal italien (° 1547).

- 3 mai : Anna Guarini, soprano et luthiste italienne (° 1563).
- 18 mai : Philippe-Guillaume de Bavière, cardinal allemand (° 22 septembre 1576).

- 1er juin : Thomas Preston,  maître de Trinity Hall de l'université de Cambridge et dramaturge anglais de la période élisabéthaine (° 1537).
- 2 juin : Scipione Lancelotti, cardinal italien (° 1527).
- 10 juin : Guy Le Fèvre de La Boderie, poète, savant et traducteur français (° 9 août 1541).
- 28 juin :
  - Abraham Ortelius, cartographe néerlandais (° 14 avril 1527).
  - Jacquette de Montbron, architecte française, dame d'honneur des reines Catherine de Médicis et Louise de Lorraine (° 1542).

- 6 juillet : Benito Arias Montano, orientaliste espagnol (° 1527).
- 27 juillet : Jacques II de Goyon de Matignon, Maréchal de France, Gouverneur de Guyenne, maire de Bordeaux (° 26 septembre 1525).

- 4 août :
  - William Cecil, homme d'État anglais (° 13 septembre 1520).
  - Ercole Ramazzani, peintre et sculpteur maniériste italien (° vers 1535).
- 14 août : Henry Bagenal, maréchal dans l'armée anglaise en Irlande (° 3 août 1556).
- 18 août : Akamatsu Norifusa, samouraï de la fin de la période Sengoku et du début de la période Azuchi-Momoyama (° 1559).

- 13 septembre : Philippe II d'Espagne au palais de l'Escurial (° 21 mai 1527).
- 18 septembre : Hideyoshi Toyotomi, Premier ministre (Kanpaku) du Japon (° 17 mars 1537).
- 26 septembre : Louise de Budos, dame de Vachères, duchesse de Montmorency (° 13 juillet 1575).

- 6 octobre : Jean-Othon de Gemmingen, prélat allemand (° 23 octobre 1545).
- 11 octobre : Joachim Camerarius le Jeune, médecin et botaniste allemand (° 6 novembre 1534).
- 20 octobre : Agostino Cusani, cardinal italien (° 1542).

- 5 novembre :  Nicolas de Thou, évêque de Chartres, il célèbre en 1594 le sacre du roi Henri IV en la cathédrale Notre-Dame de Chartres (° 1528).

- 9 décembre : Chrestienne Leclerc Du Vivier, fondatrice française d’un couvent des carmes déchaussés (° vers 1563).
- 15 décembre : Philippe de Marnix de Sainte-Aldegonde, homme d'État, militaire, poète, polémiste, théologien et pédagogue des Provinces-Unies (° 1538 ou 1540).
- 16 décembre : Yi Sun-sin, amiral coréen, inventeur du bateau tortue et héros de la Guerre Imjin, lors de la bataille de No Ryang Chin (° 28 avril 1545).
- 18 décembre : Agostino del Riccio, moine dominicain et écrivain italien (° 1541).
- 26 décembre : Neidhardt von Thüngen, prince-évêque de Bamberg (° 1er mai 1545).
- 28 décembre : Gillis Mostaert, peintre flamand (° 27 juin 1528).
- 31 décembre : Heinrich Rantzau, général, astrologue et savant danois (° 11 mars 1526).
- ? décembre : Giovanni Dragoni, compositeur italien (° vers 1540).

- Date précise inconnue :
  - Abdullah Khan, khan de la dynastie turco-mongole des Chaybanides d'Ouzbékistan (° 1533).
  - Jérôme Baullery, peintre français (° vers 1532).
  - Paolo Boï,  maître d'échecs italien (° 1528).
  - William Burrough, navigateur britannique (° 1536).
  - Benedetto Caliari, peintre italien (° 1538).
  - Harada Nobutane, samouraï de la période Sengoku et de l'époque Azuchi Momoyama au service du clan Akizuki du Kyūshū  (° 1560).
  - Peder Jakobsen Flemløse, astronome danois (° 1554).
  - Giovanni Antonio di Amato le Jeune, peintre maniériste italien (° 1535).
  - Guillaume I Le Bé, graveur et fondeur de caractères d'imprimerie français (° 1524).
  - Pierre Leclerc Du Vivier, conseiller et surintendant des finances du cardinal Charles de Lorraine et du duc Philippe-Emmanuel de Lorraine (° vers 1530).
  - Adrian Le Roy, luthiste, guitariste et compositeur français (° 1520).
  - Gregorio Martínez, peintre espagnol (° 1547).
  - Jan Opaliński, noble polonais (Clan Łodzia), castellan polonais de Rogozin, bibliophile (° 13 août 1546).
  - Jean de Serres, pasteur calviniste, humaniste et historiographe francais (° 1540).

- Vers 1598 :
  - Martin Kober, peintre portraitiste et miniaturiste allemand (° vers 1550).